# 噬血童話
《噬血童話》（英語：Let Me In）是一部上映于2010年的美國浪漫恐怖电影，翻拍自2008年瑞典電影《血色入侵》。

## 剧情
1983年3月，在美国新墨西哥州中部城镇洛斯阿拉莫斯，一名慘遭毁容的男子被送到了医院。警探试图訊问男子关於最近发生的谋杀案，怀疑他牽涉其中。但男子傷勢太重，根本無法開口。警探經醫院廣播到護士站接電話，被告知男子的女儿就在楼下。此時耳邊传来巡房護士一声尖叫，男子從窗口一躍而下，留下字跡歪扭的“对不起，艾比”一张字条。
两周之前，附近一名不快乐且在学校里常受欺负12岁男孩欧文，因雙親分居，即將離異，所以與媽媽住在一起。名叫艾比的小女孩和其父湯瑪士搬到他家隔壁入住，成为邻居。欧文喜歡一個人待在屋前的無人空地中，艾比卻也喜歡這個地方。她告訴欧文不能成為朋友。但都喜歡獨處的兩人逐漸互相往來。
成为好友的欧文和艾比，經常敲擊着公寓的隔墙以摩斯密碼交流。欧文一直被學校惡霸肯尼、唐纳德和马克欺凌，欧文未將事情真相告知母亲，却告诉了艾比。艾比要他全力反擊，如果真的不敵，她會幫他，因為她很強。
湯瑪士谋杀一名男子後收集其血液，却意外地洒了。饥饿的艾比攻击名叫杰克的邻居并吸血，原來她是个吸血鬼。次晚，湯瑪士藏身於一个年轻人的汽車后座里，谋杀了乘客後试图逃跑，但车子翻落邊坡令他被困其中。为了不让别人认出，他把隨身的強酸淋了自己一頭一脸，因而被送進医院，故事又回到了1983年3月的那天。
艾比由新聞得知一切，問知護士其父病房在十樓後，到了病房窗外看望湯瑪士。她輕敲窗户詢問可否進入。湯瑪士指了指自己的喉咙，然后探身出窗，讓艾比吸血后墮樓而死。當晚，睡在床上的欧文被艾比叫醒。艾比坚持要他邀请她进入，且不可睜眼。欧文請她當他的女友，但並不強求。於是艾比答應了。
欧文被肯尼等三人威脅要推他入結冰的河水中，忍無可忍下重手打傷對方。
欧文請來艾比，割破自己手指後想与她歃血为盟。艾比失控地舔舐欧文滴下的血液，露出吸血鬼的本性；但因不想伤害欧文，艾比逃跑後攻击名叫维吉尼亚的女鄰居並吸血。维吉尼亚的男友想制住這名凶手，卻根本追不上。
维吉尼亚被送院治療後警探前來詢問陪病的男友。兩人談話中，護士進病房打開窗簾。已露出吸血鬼模樣並自啃血肉的维吉尼亚在陽光下自燃，火勢大到燒掉整間病房。
艾比向欧文承认自己是吸血鬼，而湯瑪士也不是她的父亲，而是男友。欧文在湯瑪士的遺物中发现艾比一张老照片，里面的艾比還是現在的模樣，但照片裡的湯瑪士卻也跟兩人差不多年紀。艾比始終是十二岁，而持续变老湯瑪士，就充当起她的「父亲」。欧文因此驚慌逃跑，艾比到他家找他。欧文卻不願開口允她進門，只將門大開讓她進去。艾比進門後露出吸血鬼血流披面的可怖面貌，承認未經允許擅入人家就會變成這樣。欧文卻不害怕，反而緊擁著她並允她進門。
一晚，欧文偷偷溜出家门去找艾比。次晨，聽到響動的警探破門而入，開窗時驚醒了沉睡的艾比，因而遭杀害並啃噬。見證一切的欧文不知如何是好。艾比決心离开，欧文流泪看着她坐上出租车走了。
欧文在游泳课被报复心切的唐纳德、马克、肯尼及其兄吉米按進水裡。強迫他摒息三分钟換取只傷臉頰，否則要戳瞎他。狐群狗黨勸阻不果。水下的欧文在快被淹死的时候，上頭傳來搏斗声響，池水染紅，眾惡人的四肢與头颅四散漂浮其間。勉力上岸的欧文被沾滿鮮血的手扶起後后，微弱地笑了笑。
欧文搭火车离开城镇，隨身行李箱大到足以藏個小孩。箱內傳來一陣連成摩斯密碼的敲擊，而欧文亦以摩斯密碼敲擊行李箱回應。最後，欧文看着窗外，静静地自顧自唱了起来：“Eat some now, save some for later”。（先吃點，留著點等以後）

## 演员
| 演员           | 角色 | 备注 |
| 寇帝·史密-麥菲 | 歐文 |      |
| 嘉兒·莫蕊茲    | 艾比 |      |